# Violetta - V-Lovers 4ever
Violetta - V-Lovers 4ever è un album tratto dalla telenovela argentina Violetta, pubblicato in Italia il 25 novembre 2014. Contiene le canzoni del CD Violetta - Gira mi canción e cinque inediti della seconda stagione, più tutte le strumentali.

## Tracce
Disco 1
1. Martina Stoessel e il cast – En gira – 3:19
2. Jorge Blanco – Amor en el aire – 3:26
3. Martina Stoessel – Supercreativa – 3:43
4. Martina Stoessel, Mercedes Lambre, Lodovica Comello, Candelaria Molfese e Alba Rico – Encender nuestra luz – 3:04
5. Diego Domínguez – Ser quien soy – 3:05
6. Mercedes Lambre – Quiero – 2:17
7. Ruggero Pasquarelli – Rescata mi corazón – 2:55
8. Lodovica Comello – Aprendí a decir adios – 3:40
9. Martina Stoessel – Descubrí – 3:38
10. Martina Stoessel – Underneath It All – 3:40
11. Martina Stoessel, Lodovica Comello, Candelaria Molfese – A mi lado – 3:05
12. Martina Stoessel e il cast – Friends Till The End – 3:23
13. Jorge Blanco – Quanto amore nell'aria – 3:28
14. Cast di Violetta – Soy mi mejor momento – 3:56
15. Jorge Blanco, Samuel Nascimento, Facundo Gambandé, Diego Domínguez e Nicolas Garnier – Ven con nosotros – 3:10
16. Martina Stoessel e Rock Bones – A los cuatro vientos – 3:03
17. Samuel Nascimento – Te fazer feliz – 2:44
18. Cast – Esto no puede terminar – 3:16

Disco 2
1. En gira (strumentale) – 3:19
2. Amor en el aire (strumentale) – 3:26
3. Supercreativa (strumentale) – 3:43
4. Encender nuestra luz (strumentale) – 3:04
5. Ser quien soy (strumentale) – 3:05
6. Quiero (strumentale) – 2:17
7. Rescata mi corazón (strumentale) – 2:55
8. Aprendí a decir adios (strumentale) – 3:40
9. Descubrí (strumentale) – 3:38
10. Underneath It All (strumentale) – 3:40
11. A mi lado (strumentale) – 3:05
12. Friends Till The End (strumentale) – 3:23
13. Quanto amore nell'aria (strumentale) – 3:28
14. Soy mi mejor momento (strumentale) – 3:56
15. Ven con nosotros (strumentale) – 3:10
16. A los cuatro vientos (strumentale) – 3:03
17. Te fazer feliz (strumentale) – 2:44
18. Esto no puede terminar (strumentale) – 3:16